# Madame E. Toussaint Welcome
Madame E. Toussaint Welcome, nacida Jennie Louise Van Der Zee (Lenox, 10 de enero de 1885–Nueva York, 22 de julio de 1956), fue una artista visual afroamericana asociada al Renacimiento de Harlem. Van Der Zee, quien se refirió a sí misma como «la principal artista femenina de la raza», es reconocida por ser una de las únicas cineastas afroamericanas de la industria del cine mudo.
Ella y su marido, Ernest Toussaint Welcome, eran conocidos como el equipo marido-y-mujer de su época. Trabajando juntos, establecieron su propia escuela de arte, estudio fotográfico, y organización cinematográfica; produjeron películas y pinturas que reconocían el papel de los soldados afroamericanos en la Primera Guerra Mundial. La película, un documental de 12 partes, tenía por título Doing Their Bit.

## Primeros años
Van Der Zee nació en Lenox, Massachusetts, hija de John Van Der Zee y Susan Brister. Antes de mudarse a Lenox, sus padres trabajaron como criada y mayordomo del Presidente Ulysses S. Grant en Nueva York. Jennie asistió al Instituto de Educación Secundaria de Lenox y recibió clases particulares en arte y música en Pittsfield, Massachusetts. A principios del siglo XX, se trasladó a Nueva York con su padre y sus hermanos (uno de los cuales, James Van Der Zee, se convertiría en un famoso fotógrafo). 
Se casó con Ernest Toussaint Welcome, un inventor y empresario, el 10 de enero de 1910, y se mudaron a un edificio de piedra roja de la ciudad de Nueva York, donde establecieron el Conservatorio de Arte y Música Toussaint. El primer anuncio para el conservatorio apareció en el primer número de la revista The Crisis del NAACP. Van Der Zee destacó en la época por ser una mujer afroamericana propietaria de un negocio en Harlem.
La pareja hizo películas y fotografías que reconocían la contribución afroamericana a la Primera Guerra Mundial. Bajo el sello del Toussaint Motion Picture Exchange, realizaron Doing Their Bit en 1916. Entre 1917 y 1918, la Toussaint Pictorial Company publicó A Pictorial History of the Negro in the Great War (Historía pictórica de los negros en la Gran Guerra), un libro conmemorativo que presentó el trabajo de Jennie. Incluía también imágenes provenientes de fuentes gubernamentales y alguna otra fotografía no acreditada.

## Vida posterior
La Toussaint Pictorial Company publicó un millón de postales patrióticas de soldados afroamericanos. Tras el fin de la guerra, el Comité de Estampillas de Ahorro para la Guerra aceptó la pintura de Van Der Zee, Charge of the Coloured Divisions, para utilizarlo como póster. Van Der Zee y su marido registraron los derechos de autor de la obra en agosto de 1918. No se conoce la existencia de copias físicas de la misma.
Van Der Zee murió en 1956.